# Élections législatives dans l'oblast d'Irkoutsk de 2023
Les élections législatives dans l'oblast d'Irkoutsk de 2023 (en russe : Выборы в Законодательное собрание Иркутской области (2023)) se sont tenues le 9 septembre 2018 dans le but de renouveler les 45 sièges de l'Assemblée législative de l'oblast d'Irkoutsk, le parlement monocaméral de l'oblast. Elles se déroulent dans le cadre des élections infranationales russes de 2023, où différents sujets vont aux urnes pour élire leur gouverneur, leur parlement ou les deux lors d'une seule et même journée sur l'ensemble du territoire.

## Contexte

### Paysage politique et enjeux

Assemblée législative de 2018 à 2023.

L'oblast d'Irkoutsk est une région connue en Russie comme un « territoire de la contestation », portant régulièrement au pouvoir des opposants au parti au pouvoir, c'est-à-dire le parti Russie unie. Son caractère d'opposition tire ses sources dans les exilés décabristes, et s'est affirmée pendant les années suivant la dislocation de l'URSS,.
Les élections législatives devraient affirmer selon irk.ru le caractère d'opposition de l'oblast, ou au contraire porter au pouvoir Russie unie, qui ne dispose à l'heure actuelle d'une majorité. Elles seront, pour n'importe quel parti, les plus difficiles et « compétitives comme jamais auparavant » selon le journal région irk.ru.

### Depuis 2018
Aux élections législatives dans l'oblast d'Irkoutsk de 2018, ni Russie unie, ni le KPRF n'obtiennent la majorité, augmentant alors le rôle des petits partis (LDPR, Russie juste, Plateforme civique). Cette période est nommée dans la région la période du « Parlement européen » à cause de la nécessité constante de former des coalitions à chaque projet de loi.

## Mode de scrutin
Les modalités du scrutin sont définies par la Charte de l'oblast d'Irkoutsk ainsi que par la Loi électorale du 7 novembre 2012.
L'Assemblée législative est le parlement monocaméral de l'oblast d'Irkoutsk. La chambre est composée de 45 sièges pourvus pour cinq ans selon un mode de scrutin parallèle. Sur les 45 sièges, 22 sièges sont pourvus au scrutin uninominal majoritaire à un tour dans autant de circonscriptions. Les électeurs votent pour un candidat dans leur circonscription, et le candidat arrivé en tête est déclaré élu. Les 23 autres sièges sont pourvus au scrutin proportionnel plurinominal avec listes fermées et seuil électoral de 5 % dans une unique circonscription englobant tout l'oblast. Après décompte des voix, les sièges sont répartis entre tous les partis ayant franchi le seuil électoral selon la méthode du plus fort reste, en appliquant le quota de Hare. La répartition des sièges à la proportionnelle n'est pas faite de manière à compenser le décalage entre les parts des voix des électeurs et celles des sièges obtenus par l'autre moitié, mais s'additionne simplement à celle ci, donnant au scrutin une forte tendance majoritaire

## Candidats

### Listes de partis
Pour enregistrer les listes régionales de candidats, les partis doivent recueillir 0,5 % des signatures de tous les électeurs inscrits dans l'oblast d'Irkoutsk.
Les partis suivants ont été dispensés de la nécessité de recueillir des signatures: 
- Russie unie
- Parti communiste de la fédération de Russie
- Russie juste
- Parti libéral-démocrate de Russie
- Nouvelles personnes
- Plateforme civique
- Parti russe de la liberté et de la justice

| № | Faire la fête           | Liste à l'échelle de l'oblast                          | Candidats | Circonscriptions uninominales | Statut                    |
| - | ----------------------- | ------------------------------------------------------ | --------- | ----------------------------- | ------------------------- |
| 1 | Parti communiste        | Sergueï Levtchenko                                     | 96        | 22                            | Inscrit                   |
| 2 | Nouvelles personnes     | Alexandre Goudkov • Valery Ous • Dmitry Li             | 101       | 22                            | Inscrit                   |
| 3 | Russie unie             | Igor Kobzev • Konstantine Zaïtsev • Alexandre Veprev   | 107       | 22                            | Inscrit                   |
| 4 | Russie juste            | Larissa Iegorova, Alexandre Gaskov, Alexandre Zoubkov  | 77        | 21                            | Inscrit                   |
| 5 | Plateforme civique      | Grigori Vakoulenko • Anton Ouglanov • Nikolaï Ignatiev | 85        | 22                            | Inscrit                   |
| 6 | Parti libéral-démocrate | Leonid Sloutski • Oleg Popov • Andreï Doukhovnikov     | 104       | 22                            | Inscrit                   |
| 7 | RPSS                    | Lilia Negroun                                          | 65        | 20                            | Inscrit                   |
|   | Communistes de Russie   | Vladimir Soukhankine                                   | 61        | 20                            | Échec de la qualification |

Nouvelles personnes participera pour la première fois aux élections législatives de l'oblast d'Irkoutsk, tandis que Rodina, qui a participé aux dernières élections, ne s'est pas présentée.

### Circonscriptions uninominales
22 circonscriptions uninominales ont été créées dans l'oblast d'Irkoutsk. Pour inscrire les candidats dans les circonscriptions uninominales, il faut recueillir 3 % des signatures des électeurs inscrits dans la circonscription.
| Faire la fête | Faire la fête           | Candidats | Candidats |
| Faire la fête | Faire la fête           | Nommé     | Inscrit   |
| ------------- | ----------------------- | --------- | --------- |
|               | Parti communiste        | 20        | 19        |
|               | Russie unie             | 22        | 22        |
|               | Parti libéral-démocrate | 22        | 22        |
|               | Russie juste            | 22        | 22        |
|               | RPSS                    | 8         | 8         |
|               | Plateforme civique      | 20        | 19        |
|               | Nouvelles personnes     | 20        | 20        |
|               | Indépendant             | 2         | 0         |
| Total         | Total                   | 136       | 132       |

## Campagne
Au cours de la période du « parlement européen », depuis 2018, les partis que sont le LDPR et Russie Juste se sont imposés comme partis nécessaires à cause des constantes coalitions, agissant comme faiseur de rois. Grâce à la mort de Vladimir Jirinovski, le LDPR a pu gagner en liberté, dont sa branche régionale. Russie Juste a accru son influence grâce à Larisa Iegorova et Alexandre Gaskov, deux députés régionaux, qui ont initié de nombreuses législations ces dernières années. Dans la liste de Russie juste pour 2023 figure désormais Aleksandr Zubkov, pilote de bobsleigh russe.
Concernant Russie unie, le parti a lui aussi bien évolué. Dans la liste figure en première position le gouverneur, et en seconde position son premier ministre Konstantine Zaïstev. Puis dans le reste de la liste figure des personnes connues au niveau civil, tel que Tatiana Molostova, directrice de l'usine de traitement de gaz d'Oust-Kout; Evgueni Zenkine, directeur général de la fonderie d'aluminium de Bratsk; Sergueï Baliaskine, chef du bureau de représentation de la société d'État "Rostec" dans l'oblast. Le médecin-chef de l'hôpital clinique régional d'Irkoutsk, la cheffe du centre gériatrique régional et le chef de la faculté de médecine d'Irkoutsk figure sur la liste. Sur les 20 membres du groupe Russie unie (Russie unie et Plateforme civique) actuellement dans l'Assemblée, seuls 12 seront à nouveau sur les bulletins, la liste étant considérablement renouvelée.
Pour le parti communiste de la fédération de Russie, il s'appuie sur ses cadres au pouvoir pour l'élection, sous la direction de l'ancien gouverneur Sergueï Levtchenko. Le parti garde sa rhétorique politique traditionnelle, sans vraiment changer.
Les partis Nouvelles personnes et Communistes de Russie ont également présenté des listes, mais comme n'étant pas présents à l'heure actuelle dans le parlement, ils devront recueillir une liste de signatures qu'ils devront présenter à la commission électorale.
La rivalité entre les partis se joue dans les circonscriptions, avec parfois des personnes très différentes. Dans la 5e circonscription, les électeurs auront le choix entre Sergueï Baliaskine, de Rostec, associé à l'économie et au développement économique et à l'industrie militaire tandis qu'en face se trouvera Viktor Kondrachov, ex-maire d'Irkoutsk, communiste et pacifiste. Dans la 12e circonscription, il y aura Timour Sagdeïev pour Russie unie, le vice-président de la commission du budget de l'Assemblée et un personnage important pour Russie unie dans la région. C'est dans cette circonscription, où se trouve Nijneoudinsk, que Aleksandr Zubkov a été investi par Russie unie. Russie unie place ses espoirs dans cet homme car il avait pu arriver à la deuxième place à l'élection maïorale de Bratsk avec certes 16,73% des suffrages, mais devant le KPRF. À Angarsk, le noyau communiste devra se battre contre le député actuel Denis Iagodzinski, qui a utilisé sa mobilisation en Ukraine en allant se battre pour sa campagne électorale. Tout a été fait par les partis pour mobiliser les électeurs et augmenter le taux de participation.

## Sondage
| Sondeur       | Date           | Russie une | KPRF | LDPR | NP  | SRZP | Communistes de Russie | Plateforme civique | RPSS |
| ------------- | -------------- | ---------- | ---- | ---- | --- | ---- | --------------------- | ------------------ | ---- |
| Sondeur       | Date           |            |      |      |     |      |                       |                    |      |
| Russian Field | 1-20 août 2023 | 55 %       | 14%  | 12%  | 11% | 6%   | 2%                    | 1%                 | <1%  |

## Résultats
|                           |                           |                 |                 |                 |                 |        |               |              |               |  |  |  |  |  |  |  |
| Parti                     | Parti                     | Proportionnelle | Proportionnelle | Proportionnelle | Proportionnelle | UM1    | UM1           | Total Sièges | +/-           |  |  |  |  |  |  |  |
| Parti                     | Parti                     | Voix            | %               | +/-             | Sièges          | Sièges |               | Total Sièges | +/-           |  |  |  |  |  |  |  |
|                           | Russie unie               | 242 261         | 54,60           | 26,77           | 14              | 21     | 12            | 35           | 18            |  |  |  |  |  |  |  |
|                           | Parti communiste          | 68 644          | 15,47           | 15,47           | 4               | 0      | 9             | 4            | 14            |  |  |  |  |  |  |  |
|                           | Parti libéral-démocrate   | 42 694          | 9,62            | 6,18            | 2               | 0      | en stagnation | 2            | 2             |  |  |  |  |  |  |  |
|                           | Nouvelles personnes       | 32 587          | 7,32            | Nv              | 2               | 0      | Nv            | 2            | en stagnation |  |  |  |  |  |  |  |
|                           | Russie juste              | 31 314          | 7,06            | 0,02            | 1               | 1      | en stagnation | 2            | 1             |  |  |  |  |  |  |  |
|                           | RPSS                      | 5 901           | 1,33            | 3,51            | 0               | 0      | en stagnation | 0            | en stagnation |  |  |  |  |  |  |  |
|                           | Plateforme civique        | 4 357           | 0,98            | 3,77            | 0               | 0      | 26,77         | 0            | 26,77         |  |  |  |  |  |  |  |
|                           | Votes blancs et invalides | 15 907          | 3.59            |                 |                 |        |               |              |               |  |  |  |  |  |  |  |
|                           |                           |                 |                 |                 |                 |        |               |              |               |  |  |  |  |  |  |  |
| Votes valides             | Votes valides             | 427 758         | 96.41           |                 |                 |        |               |              |               |  |  |  |  |  |  |  |
| Votes blancs et invalides | Votes blancs et invalides | 15 907          | 3.59            |                 |                 |        |               |              |               |  |  |  |  |  |  |  |
| Total                     | Total                     | 443 665         | 100             | en stagnation   | 23              | 22     | en stagnation | 45           | en stagnation |  |  |  |  |  |  |  |
| Abstentions               |                           |                 |                 |                 |                 |        |               |              |               |  |  |  |  |  |  |  |
| Inscrits / participation  | Inscrits / participation  | 1 832 725       |                 |                 |                 |        |               |              |               |  |  |  |  |  |  |  |